# Just Ludwig von Fabrice
Just Ludwig von Fabrice, auch Justus Louis (* September 1713 in Ratzeburg; † 18. März 1771 in Bruchhausen) war ein deutscher Gutsherr, Verwaltungsjurist und Domherr.

## Leben
Just Ludwig von Fabrice war einer der Söhne des kurhannoverschen Landdrosten in Ratzeburg und Erbherrn auf Roggendorf, Dutzow (Kneese) und Harlensen Johann Conrad von Fabrice (1661–1733) und entstammte dessen zweiter Ehe mit Christine Amalie von Schrader († 1738). Er studierte ab Ostern 1733 Rechtswissenschaften zunächst an der Universität Halle und im Sommersemester 1734 an der Universität Helmstedt. Seine Schwester Amalia Margaretha (1711–1755) war mit dem zweiten Direktor der Reichsexekution und Erbherr auf Warlitz Maximilian von Schütz verheiratet.
Im November 1734 setzte er sein Studium an der neu eröffneten Universität Göttingen fort und nahm dort eine hervorgehobene Rolle in der Studentenschaft ein. Am 1. März 1735 hielt er auf Latein in der Paulinerkirche zur Feier des Geburtstages der Landesmutter Königin Caroline von Großbritannien und Irland sowie Kurfürstin von Hannover die erste öffentliche Festrede an der jungen Universität; die Rede ist im Druck überliefert. Am gleichen Tage war er auch Anführer des Geleits in die Stadt, das die Studentenschaft dem von der Universität Jena nach Göttingen berufenen, sehr beliebten Kirchenrechtler Johann Salomon Brunnquell zu Ehren gab und der anschließenden abendlichen Ovation vor dessen Göttinger Palais an der Weender Straße.
Am 15. April 1735 disputierte er eine These des Staatsrechtlers Gottlieb Samuel Treuer. Die Disputation musste noch in dessen Haus stattfinden, da in Göttingen noch keine Auditorien oder Kollegiengebäude zur Verfügung standen. Als Opponenten fungierten die hannoverschen Studenten Johann Heinrich Deichmann und Praetorius, die sich auch mit zwei Grußblättern im Druck der Dissertation wieder finden.
Brunnquell erkrankte im April 1735 und verstarb am 21. Mai 1735 keine zwei Monate nach seiner Ankunft in Göttingen. Die Bestattung Brunquells wurde auf Anordnung von König Georg II. groß – wie für einen Prorektor – aufgezogen. Alle Bürger der Stadt wurden durch Leichenbitterinnen, höher stehende Persönlichkeiten von Stadt, Geistlichkeit und Universität durch die schwarz gekleideten Pedelle der Universität eingeladen. Die Zeremonie begann am 15. Juni 1735 um 11 Uhr vormittags. Bei dem großen Leichenbegängnis durch die ganze Stadt hatte Just Ludwig von Fabrice die exponierte Funktion eines Marschalls im Trauerzug und ging noch vor dem kommissarischen Prorektor der Universität Professor Treuer und den weiteren Professoren direkt hinter dem Sarg auf dem Leichenwagen voran. Der Trauergottesdienst fand am Nachmittag  in der Johanniskirche statt. Auf ihrem Kirchhof wurde Brunnquell beigesetzt.
Wie schon bei der Einholung Brunnquells nach Göttingen leitete Fabrice am 20./21. Juli 1735 auch das Geleit des von der Universität Erfurt in der Nachfolge Brunnquells nach Göttingen berufenen Rechtswissenschaftlers Tobias Jakob Reinharth und die anschließende abendliche Ovation der Studentschaft vor seinem neuen Wohnhaus in Göttingen. In den Universitätsgerichtsakten ist er mehrfach als Zeuge erwähnt und mit dem kommissarischen Prorektor beriet er die Frage der „Abwendung sozialneidischer Tendenzen in der Studentenschaft.“ Um Ostern 1736 beendete er sein Studium in Göttingen.
Just Ludwig von Fabrices weitere Werdegang unmittelbar nach Beendigung des Studiums ist noch nicht ermittelt. 1743 wurde er Amtsvogt in Langenhagen und 1749 Oberhauptmann in Alt- und Neubruchhausen.  Bereits vor 1750 war er lutherischer Domherr am Hamburger Dom. 1755 unterzeichnete sein Bruder Georg Christoph von Fabrice auf Harkensee und Roggendorf für ihn als Erbherrn auf Dutzow in Vollmacht den Landesgrundgesetzlichen Erbvergleich. Er verstarb als Oberhauptmann, also Oberamtmann, des Amtes Bruchhausen und Erbherr auf Dutzow, Großenlinden, Roggendorf und Stammheim.

## Familie
Fabrice heiratete in erster Ehe 1737 in Borgholz Elisabeth Albertine Auguste Druchtleben († 1754), die älteste von sechs Töchtern des Göttinger Stadtkommandanten und Generals Johann August von Druchtleben. 1755 heiratete er in zweiter Ehe Dorothea Juliane von dem Knesebeck. Der ersten Ehe entstammte der Sohn August Georg Maximilian (1746–1826), dieser erhielt am 11. November 1801 das mecklenburgische Indigenat. Zehn Kinder aus dieser ersten Ehe starben früh; aus der zweiten Ehe ging die Tochter Juliane (1762–1794) hervor, die 1777 Georg Ernst Levin von Wintzigerode heiratete. Drei weitere Töchter dieser zweiten Ehe starben ebenfalls früh.

## Schriften
- Natalem Auspicatissimum Serenissimae Augustissimaeque Principis Ac Dominae Dominae Wilhelminae Carolinae Magnae Britanniae Galliarum Et Hiberniae Reginae Ducis Brunsvigae Et Luneburgi Cet. Nascendi Autem Iure Marggraviae Brandenburgicae Rel. Oratione Germanica In Academia Regia Gottingensi A. D. 1/12 Mart. M D CCXXXV Habenda Pie Celebrabit (=deutsch: Der Allerdurchlauchtigsten, Großmächtigsten Fürstin und Frauen, Frauen Willhelminen Carolinen Königin von Groß-Britannien Franckreich und Irrland, Churfürstin zu Braunschweig und Lüneburg, Gebohrner Marggräfin zu Brandenburg [et]c. [et]c. Seiner allergnädigsten Königin und Frauen Sollte Zu Dero Geburts-Feste Den 1/12 Mart. A. M D CC XXXV. In der allerersten öffentlichen Rede Auf der neuerrichteten Königlichen Universität Göttingen ... Glück wünschen ...), Hager, Göttingen 1735.
- De Officiis Academiarvm Germaniae In Caesarem Et Imperivm, Hager, Göttingen 1735.